# Serie A1 2004-2005 (pallavolo femminile)
La Serie A1 italiana di pallavolo femminile 2004-2005 si è svolta dal 9 ottobre 2004 al 10 maggio 2005: al torneo hanno partecipato dodici squadre di club italiane e la vittoria finale è andata per la seconda volta alla Pallavolo Sirio Perugia.

## Regolamento

### Formula
Le squadre hanno disputato un girone all'italiana, con gare di andata e ritorno, per un totale di ventidue giornate; al termine della regular season:
- Le prime otto classificate hanno acceduto ai play-off scudetto, strutturati in quarti di finale, semifinali e finale, tutte giocate al meglio di tre vittorie su cinque gare.
- Le ultime due classificate sono retrocesse in Serie A2.

### Criteri di classifica
Se il risultato finale è stato di 3-0 o 3-1 sono stati assegnati 3 punti alla squadra vincente e 0 a quella sconfitta, se il risultato finale è stato di 3-2 sono stati assegnati 2 punti alla squadra vincente e 1 a quella sconfitta.
L'ordine del posizionamento in classifica è stato definito in base a:
- Punti;
- Numero di partite vinte;
- Ratio dei set vinti/persi;
- Ratio dei punti realizzati/subiti.

## Squadre partecipanti
Al campionato di Serie A1 2004-05 hanno partecipato dodici squadre: quelle neopromosse dalla Serie A2 sono state il Santeramo Sport, vincitrice del campionato, e l'Airone, vincitrice dei play-off promozione; una squadra che ha avuto il diritto di partecipazione, ossia l'Olimpia Teodora, ha rinunciato all'iscrizione: questa ha ceduto il titolo sportivo al Robursport Volley Pesaro.
| Club               | Città              | Palazzetto                         | Stagione precedente                                |
| ------------------ | ------------------ | ---------------------------------- | -------------------------------------------------- |
| Bergamo            | Bergamo            | PalaNorda Bergamo                  | 1ª in Serie A1; Campione d'Italia                  |
| Chieri             | Chieri             | PalaMaddalene Chieri               | 3ª in Serie A1; Quarti di finale play-off scudetto |
| Forlì              | Forlì              | PalaGalassi Forlì                  | 8ª in Serie A1; Quarti di finale play-off scudetto |
| Giannino Pieralisi | Jesi               | PalaTriccoli Jesi                  | 5ª in Serie A1; Semifinale play-off scudetto       |
| Modena             | Modena             | PalaPanini Modena                  | 6ª in Serie A1; Semifinali play-off scudetto       |
| Asystel            | Novara             | PalaDalLago Novara                 | 2ª in Serie A1; Finale play-off scudetto           |
| Sirio Perugia      | Perugia            | PalaEvangelisti Perugia            | 4ª in Serie A1; Quarti di finale play-off scudetto |
| Robursport Pesaro  | Pesaro             | PalaDionigi Sant'Angelo in Lizzola | 12ª in Serie A1                                    |
| Reggio Emilia      | Reggio nell'Emilia | PalaBigi Reggio nell'Emilia        | 10ª in Serie A1                                    |
| Santeramo          | Santeramo in Colle | PalaCooper Santeramo in Colle      | 1ª in Serie A2                                     |
| Airone             | Tortolì            | Palazzetto dello Sport Bari Sardo  | 5ª in Serie A2; Vincitrice play-off promozione     |
| Vicenza            | Vicenza            | Palasport Città di Vicenza Vicenza | 7ª in Serie A1; Quarti di finale play-off scudetto |

## Torneo

### Regular season

#### Risultati
| Prima giornata |                      |     |                            |
|                |                      |     |                            |
| 09-10          | Bergamo-Santeramo    | 3-1 | 23-25, 25-20, 25-16, 26-24 |
| 10-10          | Chieri-Vicenza       | 3-1 | 25-17, 17-25, 25-23, 25-20 |
| 10-10          | Perugia-Forlì        | 3-1 | 25-23, 25-15, 23-25, 27-25 |
| 10-10          | Novara-Pesaro        | 3-0 | 25-19, 25-19, 25-23        |
| 09-10          | Reggio Emilia-Modena | 1-3 | 30-28, 21-25, 19-25, 32-34 |
| 10-10          | Jesi-Tortolì         | 3-1 | 25-16, 19-25, 25-19, 25-22 |

| Seconda giornata |                       |     |                                  |
|                  |                       |     |                                  |
| 17-10            | Modena-Perugia        | 0-3 | 22-25, 23-25, 22-25              |
| 16-10            | Santeramo-Chieri      | 0-3 | 14-25, 18-25, 16-25              |
| 17-10            | Pesaro-Bergamo        | 1-3 | 17-25, 25-21, 20-25, 19-25       |
| 17-10            | Tortolì-Novara        | 3-2 | 22-25, 25-18, 25-20, 15-25, 15-9 |
| 17-10            | Forlì-Jesi            | 3-0 | 25-21, 25-18, 25-22              |
| 17-10            | Vicenza-Reggio Emilia | 3-0 | 25-22, 25-16, 25-12              |

| Terza giornata |                      |     |                                   |
|                |                      |     |                                   |
| 03-11          | Chieri-Tortolì       | 3-2 | 14-25, 25-17, 25-17, 19-25, 15-13 |
| 24-10          | Bergamo-Modena       | 3-0 | 25-20, 25-17, 25-14               |
| 24-10          | Jesi-Santeramo       | 3-0 | 25-14, 25-19, 25-12               |
| 24-10          | Novara-Forlì         | 3-2 | 19-25, 20-25, 25-22, 25-15, 15-11 |
| 24-10          | Reggio Emilia-Pesaro | 1-3 | 25-20, 21-25, 14-25, 17-25        |
| 23-10          | Perugia-Vicenza      | 3-1 | 25-17, 25-21, 23-25, 25-17        |

| Quarta giornata |                         |     |                                   |
|                 |                         |     |                                   |
| 31-10           | Jesi-Bergamo            | 1-3 | 27-29, 19-25, 25-20, 12-25        |
| 30-10           | Modena-Novara           | 0-3 | 20-25, 21-25, 17-25               |
| 31-10           | Pesaro-Vicenza          | 3-1 | 25-18, 19-25, 25-20, 25-12        |
| 31-10           | Perugia-Chieri          | 3-0 | 25-17, 25-19, 25-22               |
| 31-10           | Santeramo-Reggio Emilia | 2-3 | 25-21, 16-25, 25-20, 18-25, 15-17 |
| 31-10           | Forlì-Tortolì           | 2-3 | 25-18, 19-25, 25-21, 19-25, 13-15 |

| Quinta giornata |                    |     |                                  |
|                 |                    |     |                                  |
| 07-11           | Santeramo-Perugia  | 0-3 | 18-25, 20-25, 19-25              |
| 07-11           | Vicenza-Bergamo    | 1-3 | 25-27, 25-23, 19-25, 28-30       |
| 07-11           | Chieri-Novara      | 1-3 | 16-25, 19-25, 25-23, 21-25       |
| 07-11           | Reggio Emilia-Jesi | 0-3 | 23-25, 22-25, 23-25              |
| 07-11           | Tortolì-Modena     | 3-2 | 25-23, 25-12, 19-25, 17-25, 15-9 |
| 06-11           | Pesaro-Forlì       | 3-0 | 25-22, 25-22, 25-19              |

| Sesta giornata |                     |     |                                   |
|                |                     |     |                                   |
| 13-11          | Perugia-Jesi        | 3-1 | 25-20, 26-28, 25-16, 25-18        |
| 14-11          | Bergamo-Chieri      | 3-0 | 25-22, 25-11, 26-24               |
| 14-11          | Modena-Santeramo    | 1-3 | 25-20, 19-25, 21-25, 22-25        |
| 14-11          | Novara-Vicenza      | 3-2 | 25-15, 23-25, 25-17, 23-25, 19-17 |
| 14-11          | Tortolì-Pesaro      | 0-3 | 19-25, 18-25, 20-25               |
| 14-11          | Forlì-Reggio Emilia | 3-0 | 25-22, 25-15, 25-21               |

| Settima giornata |                      |     |                            |
|                  |                      |     |                            |
| 20-11            | Bergamo-Perugia      | 3-1 | 18-25, 25-23, 25-21, 25-20 |
| 21-11            | Jesi-Modena          | 3-0 | 25-15, 25-23, 25-16        |
| 21-11            | Santeramo-Forlì      | 0-3 | 19-25, 20-25, 27-29        |
| 21-11            | Reggio Emilia-Novara | 0-3 | 15-25, 16-25, 18-25        |
| 21-11            | Vicenza-Tortolì      | 3-0 | 25-16, 25-23, 25-20        |
| 21-11            | Chieri-Pesaro        | 3-1 | 20-25, 25-21, 27-25, 25-18 |

| Ottava giornata |                      |     |                                   |
|                 |                      |     |                                   |
| 05-12           | Tortolì-Bergamo      | 0-3 | 20-25, 15-25, 23-25               |
| 05-12           | Forlì-Modena         | 3-1 | 25-21, 25-18, 19-25, 25-20        |
| 04-12           | Novara-Santeramo     | 3-1 | 25-19, 23-25, 25-17, 25-18        |
| 05-12           | Chieri-Reggio Emilia | 3-0 | 25-20, 25-20, 26-24               |
| 04-12           | Pesaro-Perugia       | 1-3 | 13-25, 24-26, 25-22, 26-28        |
| 04-12           | Vicenza-Jesi         | 2-3 | 24-26, 26-24, 19-25, 26-24, 12-15 |

| Nona giornata |                       |     |                                   |
|               |                       |     |                                   |
| 12-12         | Bergamo-Forlì         | 3-0 | 25-18, 25-18, 25-23               |
| 11-12         | Perugia-Novara        | 3-2 | 22-25, 26-28, 25-16, 25-14, 15-12 |
| 12-12         | Reggio Emilia-Tortolì | 3-2 | 25-21, 29-27, 22-25, 20-25, 15-11 |
| 11-12         | Modena-Chieri         | 3-1 | 25-23, 25-19, 24-26, 25-21        |
| 12-12         | Jesi-Pesaro           | 1-3 | 25-23, 23-25, 21-25, 23-25        |
| 12-12         | Santeramo-Vicenza     | 2-3 | 25-18, 25-23, 23-25, 20-25, 12-15 |

| Decima giornata |                       |     |                            |
|                 |                       |     |                            |
| 18-12           | Novara-Bergamo        | 0-3 | 25-27, 23-25, 27-29        |
| 18-12           | Reggio Emilia-Perugia | 0-3 | 13-25, 12-25, 22-25        |
| 19-12           | Tortolì-Santeramo     | 1-3 | 25-21, 18-25, 21-25, 21-25 |
| 19-12           | Chieri-Jesi           | 3-1 | 26-24, 19-25, 25-18, 25-21 |
| 19-12           | Vicenza-Forlì         | 1-3 | 23-25, 25-21, 19-25, 19-25 |
| 19-12           | Pesaro-Modena         | 3-0 | 25-22, 25-23, 25-19        |

| Undicesima giornata |                       |     |                                   |
|                     |                       |     |                                   |
| 22-12               | Bergamo-Reggio Emilia | 3-0 | 25-14, 25-19, 25-15               |
| 22-12               | Jesi-Novara           | 1-3 | 25-19, 19-25, 18-25, 19-25        |
| 22-12               | Perugia-Tortolì       | 3-0 | 25-18, 25-14, 25-18               |
| 22-12               | Forlì-Chieri          | 2-3 | 20-25, 26-24, 24-26, 25-22, 11-15 |
| 22-12               | Modena-Vicenza        | 3-1 | 25-19, 25-19, 17-25, 25-19        |
| 22-12               | Santeramo-Pesaro      | 0-3 | 21-25, 19-25, 18-25               |

| Dodicesima giornata |                      |     |                            |
|                     |                      |     |                            |
| 08-01               | Santeramo-Bergamo    | 1-3 | 16-25, 18-25, 26-24, 21-25 |
| 09-01               | Vicenza-Chieri       | 1-3 | 21-25, 25-23, 18-25, 19-25 |
| 09-01               | Forlì-Perugia        | 0-3 | 15-25, 24-26, 23-25        |
| 09-01               | Pesaro-Novara        | 0-3 | 21-25, 24-26, 25-27        |
| 08-01               | Modena-Reggio Emilia | 3-1 | 18-25, 25-21, 25-20, 25-14 |
| 09-01               | Tortolì-Jesi         | 0-3 | 18-25, 23-25, 23-25        |

| Tredicesima giornata |                       |     |                            |
|                      |                       |     |                            |
| 15-01                | Perugia-Modena        | 3-0 | 25-14, 25-14, 25-10        |
| 16-01                | Chieri-Santeramo      | 3-1 | 25-8, 26-28, 25-21, 25-13  |
| 15-01                | Bergamo-Pesaro        | 3-1 | 23-25, 25-15, 25-17, 25-23 |
| 16-01                | Novara-Tortolì        | 3-0 | 25-22, 25-16, 28-26        |
| 16-01                | Jesi-Forlì            | 3-0 | 26-24, 25-16, 25-20        |
| 16-01                | Reggio Emilia-Vicenza | 3-0 | 25-21, 25-16, 25-23        |

| Quattordicesima giornata |                      |     |                            |
|                          |                      |     |                            |
| 23-01                    | Tortolì-Chieri       | 0-3 | 16-25, 23-25, 19-25        |
| 22-01                    | Modena-Bergamo       | 0-3 | 19-25, 14-25, 10-25        |
| 23-01                    | Santeramo-Jesi       | 0-3 | 20-25, 22-25, 21-25        |
| 23-01                    | Forlì-Novara         | 1-3 | 22-25, 40-38, 20-25, 23-25 |
| 23-01                    | Pesaro-Reggio Emilia | 3-1 | 25-19, 20-25, 25-17, 25-15 |
| 23-01                    | Vicenza-Perugia      | 1-3 | 23-25, 21-25, 25-22, 22-25 |

| Quindicesima giornata |                         |     |                                   |
|                       |                         |     |                                   |
| 29-01                 | Bergamo-Jesi            | 3-0 | 25-18, 25-21, 29-27               |
| 30-01                 | Novara-Modena           | 3-1 | 25-22, 20-25, 25-19, 25-15        |
| 30-01                 | Vicenza-Pesaro          | 3-1 | 21-25, 25-20, 25-17, 25-20        |
| 30-01                 | Chieri-Perugia          | 2-3 | 25-21, 20-25, 25-14, 20-25, 13-15 |
| 30-01                 | Reggio Emilia-Santeramo | 3-0 | 25-20, 30-28, 25-18               |
| 30-01                 | Tortolì-Forlì           | 3-1 | 25-17, 21-25, 25-18, 25-21        |

| Sedicesima giornata |                    |     |                            |
|                     |                    |     |                            |
| 13-02               | Perugia-Santeramo  | 3-0 | 25-17, 25-17, 25-17        |
| 13-02               | Bergamo-Vicenza    | 3-1 | 21-25, 25-21, 25-17, 25-18 |
| 13-02               | Novara-Chieri      | 3-1 | 25-21, 21-25, 27-25, 25-23 |
| 13-02               | Jesi-Reggio Emilia | 3-0 | 25-22, 25-18, 25-18        |
| 13-02               | Modena-Tortolì     | 0-3 | 20-25, 18-25, 19-25        |
| 12-02               | Forlì-Pesaro       | 1-3 | 22-25, 34-36, 25-17, 18-25 |

| Diciassettesima giornata |                     |     |                                   |
|                          |                     |     |                                   |
| 19-02                    | Jesi-Perugia        | 2-3 | 25-19, 19-25, 25-18, 20-25, 13-15 |
| 20-02                    | Chieri-Bergamo      | 0-3 | 21-25, 24-26, 13-25               |
| 20-02                    | Santeramo-Modena    | 3-1 | 20-25, 25-20, 25-15, 25-19        |
| 20-02                    | Vicenza-Novara      | 3-0 | 29-27, 25-20, 25-14               |
| 20-02                    | Pesaro-Tortolì      | 3-0 | 25-17, 25-21, 25-18               |
| 20-02                    | Reggio Emilia-Forlì | 1-3 | 25-23, 22-25, 24-26, 17-25        |

| Diciottesima giornata |                      |     |                            |
|                       |                      |     |                            |
| 27-02                 | Perugia-Bergamo      | 3-0 | 25-13, 25-19, 25-20        |
| 27-02                 | Modena-Jesi          | 0-3 | 17-25, 19-25, 13-25        |
| 27-02                 | Forlì-Santeramo      | 3-1 | 19-25, 25-21, 25-21, 25-23 |
| 27-02                 | Novara-Reggio Emilia | 3-1 | 25-20, 22-25, 25-23, 25-17 |
| 26-02                 | Tortolì-Vicenza      | 3-1 | 22-25, 25-21, 25-17, 25-22 |
| 27-02                 | Pesaro-Chieri        | 3-0 | 25-20, 25-23, 25-19        |

| Diciannovesima giornata |                      |     |                                   |
|                         |                      |     |                                   |
| 06-03                   | Bergamo-Tortolì      | 3-0 | 25-16, 25-16, 25-20               |
| 06-03                   | Modena-Forlì         | 1-3 | 20-25, 23-25, 25-20, 19-25        |
| 06-03                   | Santeramo-Novara     | 3-0 | 25-17, 25-15, 28-26               |
| 06-03                   | Reggio Emilia-Chieri | 2-3 | 25-23, 24-26, 23-25, 25-15, 11-15 |
| 02-03                   | Perugia-Pesaro       | 3-2 | 18-25, 25-19, 25-14, 18-25, 21-19 |
| 02-03                   | Jesi-Vicenza         | 3-1 | 20-25, 25-17, 25-16, 25-17        |

| Ventesima giornata |                       |     |                                   |
|                    |                       |     |                                   |
| 12-03              | Forlì-Bergamo         | 1-3 | 25-23, 15-25, 18-25, 15-25        |
| 13-03              | Novara-Perugia        | 3-1 | 25-27, 25-23, 25-22, 25-23        |
| 13-03              | Tortolì-Reggio Emilia | 3-0 | 25-19, 25-21, 25-20               |
| 02-03              | Chieri-Modena         | 3-1 | 25-23, 24-26, 25-23, 25-21        |
| 13-13              | Pesaro-Jesi           | 3-2 | 17-25, 25-17, 25-19, 18-25, 15-13 |
| 13-13              | Vicenza-Santeramo     | 0-3 | 25-27, 30-32, 31-33               |

| Ventunesima giornata |                       |     |                                   |
|                      |                       |     |                                   |
| 09-03                | Bergamo-Novara        | 3-0 | 25-22, 25-19, 25-16               |
| 20-03                | Perugia-Reggio Emilia | 3-0 | 25-19, 25-19, 25-20               |
| 20-03                | Santeramo-Tortolì     | 3-0 | 25-21, 25-23, 28-26               |
| 20-03                | Jesi-Chieri           | 3-2 | 25-17, 25-20, 21-25, 23-25, 17-15 |
| 20-03                | Forlì-Vicenza         | 0-3 | 23-25, 21-25, 19-25               |
| 20-03                | Modena-Pesaro         | 0-3 | 23-25, 9-25, 21-25                |

| Ventiduesima giornata |                       |     |                                   |
|                       |                       |     |                                   |
| 23-03                 | Reggio Emilia-Bergamo | 3-2 | 23-25, 25-20, 17-25, 25-20, 15-10 |
| 23-03                 | Novara-Jesi           | 3-1 | 24-26, 29-27, 25-21, 25-19        |
| 23-03                 | Tortolì-Perugia       | 1-3 | 20-25, 26-24, 19-25, 25-27        |
| 23-03                 | Chieri-Forlì          | 3-0 | 25-15, 25-15, 25-17               |
| 23-03                 | Vicenza-Modena        | 3-1 | 25-18, 25-14, 23-25, 25-11        |
| 23-03                 | Pesaro-Santeramo      | 2-3 | 25-12, 23-25, 25-22, 27-29, 10-15 |

#### Classifica
| Pos. | Squadra            | Pt | G  | V  | P  | SV | SP | Ratio | PF   | PS   | Ratio |
| ---- | ------------------ | -- | -- | -- | -- | -- | -- | ----- | ---- | ---- | ----- |
| 1.   | Bergamo            | 61 | 22 | 20 | 2  | 62 | 15 | 4.133 | 1872 | 1554 | 1.204 |
| 2.   | Sirio Perugia      | 56 | 22 | 20 | 2  | 62 | 20 | 3.100 | 1955 | 1654 | 1.181 |
| 3.   | Asystel            | 48 | 22 | 16 | 6  | 52 | 31 | 1.709 | 1939 | 1821 | 1.064 |
| 4.   | Robursport Pesaro  | 40 | 22 | 13 | 9  | 48 | 34 | 1.411 | 1873 | 1782 | 1.051 |
| 5.   | Chieri             | 38 | 22 | 13 | 9  | 46 | 39 | 1.179 | 1901 | 1844 | 1.030 |
| 6.   | Giannino Pieralisi | 36 | 22 | 12 | 10 | 46 | 36 | 1.277 | 1862 | 1773 | 1.050 |
| 7.   | Forlì              | 27 | 22 | 8  | 14 | 35 | 47 | 0.744 | 1812 | 1902 | 0.952 |
| 8.   | Vicenza            | 22 | 22 | 7  | 15 | 36 | 49 | 0.734 | 1876 | 1944 | 0.965 |
| 9.   | Santeramo          | 22 | 22 | 7  | 15 | 30 | 50 | 0.600 | 1700 | 1889 | 0.899 |
| 10.  | Airone             | 20 | 22 | 7  | 15 | 28 | 53 | 0.528 | 1701 | 1831 | 0.929 |
| 11.  | Reggio Emilia      | 13 | 22 | 5  | 17 | 23 | 57 | 0.403 | 1655 | 1880 | 0.880 |
| 12.  | Modena             | 13 | 22 | 4  | 18 | 21 | 58 | 0.362 | 1603 | 1875 | 0.854 |

| Qualificata ai play-off scudetto | Retrocessa in Serie A2 |

### Play-off scudetto

#### Tabellone
|  | Quarti di finale | Quarti di finale   | Quarti di finale  | Quarti di finale  | Quarti di finale | Quarti di finale | Quarti di finale |  |  | Semifinali         | Semifinali         | Semifinali         | Semifinali         | Semifinali    | Semifinali | Semifinali |   |   | Finale  | Finale  | Finale  | Finale | Finale | Finale | Finale |  |
|  |                  |                    |                   |                   |                  |                  |                  |  |  |                    |                    |                    |                    |               |            |            |   |   |         |         |         |        |        |        |        |  |
|  | 1                | Bergamo            | Bergamo           | Bergamo           | 3                | 3                | 3                |  |  |                    |                    |                    |                    |               |            |            |   |   |         |         |         |        |        |        |        |  |
|  | 8                | Vicenza            | Vicenza           | Vicenza           | 0                | 0                | 0                |  |  | Bergamo            | Bergamo            | Bergamo            | Bergamo            | 3             | 3          | 3          |   |   |         |         |         |        |        |        |        |  |
|  | 5                | Chieri             | Chieri            | Chieri            | 3                | 3                | 3                |  |  | Chieri             | Chieri             | Chieri             | Chieri             | 2             | 0          | 0          |   |   |         |         |         |        |        |        |        |  |
|  | 4                | Robursport Pesaro  | Robursport Pesaro | Robursport Pesaro | 0                | 2                | 0                |  |  |                    |                    |                    |                    |               |            |            |   |   | Bergamo | Bergamo | Bergamo | 2      | 1      | 3      | 1      |  |
|  | 3                | Asystel            | 3                 | 3                 | 1                | 0                | 1                |  |  |                    |                    | Sirio Perugia      | Sirio Perugia      | Sirio Perugia | 3          | 3          | 2 | 3 |         |         |         |        |        |        |        |  |
|  | 6                | Giannino Pieralisi | 0                 | 0                 | 3                | 3                | 3                |  |  | Giannino Pieralisi | Giannino Pieralisi | Giannino Pieralisi | Giannino Pieralisi | 1             | 1          | 2          |   |   |         |         |         |        |        |        |        |  |
|  | 7                | Forlì              | Forlì             | 2                 | 1                | 3                | 0                |  |  | Sirio Perugia      | Sirio Perugia      | Sirio Perugia      | Sirio Perugia      | 3             | 3          | 3          |   |   |         |         |         |        |        |        |        |  |
|  | 2                | Sirio Perugia      | Sirio Perugia     | 3                 | 3                | 1                | 3                |  |  |                    |                    |                    |                    |               |            |            |   |   |         |         |         |        |        |        |        |  |

#### Risultati
| Quarti di finale |                 |     |                                   |
|                  |                 |     |                                   |
| 26-03            | Vicenza-Bergamo | 0-3 | 20-25, 13-25, 21-25               |
| 26-03            | Chieri-Pesaro   | 3-0 | 25-22, 25-18, 25-22               |
| 26-03            | Forlì-Perugia   | 2-3 | 32-34, 16-25, 25-20, 25-23, 11-15 |
| 26-03            | Jesi-Novara     | 0-3 | 23-25, 18-25, 15-25               |

| 30-03 | Bergamo-Vicenza | 3-0 | 28-26, 25-16, 25-18               |
| 30-03 | Pesaro-Chieri   | 2-3 | 25-23, 29-27, 20-25, 22-25, 12-15 |
| 30-03 | Perugia-Forlì   | 3-1 | 21-25, 25-21, 25-19, 25-21        |
| 30-03 | Novara-Jesi     | 3-0 | 25-22, 25-23, 25-21               |

| 01-04 | Bergamo-Vicenza | 3-0 | 25-17, 25-22, 25-19        |
| 06-04 | Pesaro-Chieri   | 0-3 | 20-25, 23-25, 20-25        |
| 01-04 | Perugia-Forlì   | 1-3 | 22-25, 23-25, 25-10, 23-25 |
| 01-04 | Novara-Jesi     | 1-3 | 23-25, 31-29, 24-26, 17-25 |

| 10-04 | Forlì-Perugia | 0-3 | 20-25, 16-25, 24-26 |
| 10-04 | Jesi-Novara   | 3-0 | 25-16, 25-22, 25-18 |

| 13-04 | Novara-Jesi | 1-3 | 15-25, 20-25, 25-19, 21-25 |

| Semifinali |                |     |                               |
|            |                |     |                               |
| 16-04      | Chieri-Bergamo | 2-3 | 17-25 25-27 25-21 25-22 13-15 |
| 16-04      | Jesi-Perugia   | 1-3 | 25-22 31-33 27-29 21-25       |

| 21-04 | Bergamo-Chieri | 3-0 | 25-22 25-22 25-21       |
| 20-20 | Perugia-Jesi   | 3-1 | 25-16 26-24 25-27 27-25 |

| 24-04 | Bergamo-Chieri | 3-0 | 25-16 30-28 25-18             |
| 23-04 | Perugia-Jesi   | 3-2 | 26-24 21-25 27-29 27-25 15-11 |

| Finale |                 |     |                                   |
|        |                 |     |                                   |
| 30-04  | Perugia-Bergamo | 3-2 | 25-22, 23-25, 25-19, 20-25, 16-14 |
| 04-05  | Bergamo-Perugia | 1-3 | 20-25, 22-25, 28-26, 13-25        |
| 08-05  | Bergamo-Perugia | 3-2 | 25-22, 14-25, 22-25, 25-17, 15-9  |
| 10-05  | Perugia-Bergamo | 3-1 | 26-24, 23-25, 25-15, 25-17        |

## Verdetti
- Sirio Perugia Campione d'Italia 2004-05 e qualificata alla Champions League 2005-06.
- Bergamo qualificata alla Champions League 2005-06.
- Asystel qualificata alla Top Teams Cup 2005-06.
- Robursport Pesaro e  Chieri qualificate alla Coppa CEV 2005-06.
- Reggio Emilia e  Modena retrocesse in Serie A2 2005-06.

## Statistiche
| Rendimento individuale | Rendimento individuale | Rendimento individuale | Rendimento individuale |
| Pos.                   | Nome                   | Punti                  | Squadra                |
| ---------------------- | ---------------------- | ---------------------- | ---------------------- |
| 1                      | Simona Rinieri         | 405                    | Robursport Pesaro      |
| 2                      | Elisa Togut            | 400                    | Giannino Pieralisi     |
| 3                      | Taismary Agüero        | 376                    | Sirio Perugia          |
| 4                      | Małgorzata Glinka      | 364                    | Asystel                |
| 5                      | Virginie De Carne      | 352                    | Asystel                |
| 6                      | Antonina Zetova        | 346                    | Chieri                 |
| 6                      | Nataša Osmokrović      | 346                    | Airone                 |
| 8                      | Mirka Francia          | 339                    | Sirio Perugia          |
| 9                      | Tat'jana Men'šova      | 295                    | Airone                 |
| 9                      | Riikka Lehtonen        | 295                    | Vicenza                |

| Attacchi vincenti | Attacchi vincenti | Attacchi vincenti | Attacchi vincenti  |
| Pos.              | Nome              | Punti             | Squadra            |
| ----------------- | ----------------- | ----------------- | ------------------ |
| 1                 | Simona Rinieri    | 348               | Robursport Pesaro  |
| 2                 | Elisa Togut       | 341               | Giannino Pieralisi |
| 3                 | Taismary Agüero   | 328               | Sirio Perugia      |
| 4                 | Małgorzata Glinka | 323               | Asystel            |
| 5                 | Antonina Zetova   | 308               | Chieri             |
| 6                 | Nataša Osmokrović | 296               | Airone             |
| 7                 | Mirka Francia     | 295               | Sirio Perugia      |
| 7                 | Virginie De Carne | 295               | Asystel            |
| 9                 | Tat'jana Men'šova | 269               | Airone             |
| 10                | Brigitte Soucy    | 245               | Modena             |

| Muri vincenti | Muri vincenti        | Muri vincenti | Muri vincenti |
| Pos.          | Nome                 | Punti         | Squadra       |
| ------------- | -------------------- | ------------- | ------------- |
| 1             | Monica Marulli       | 86            | Santeramo     |
| 2             | Branka Sekulić       | 74            | Airone        |
| 3             | Simona Gioli         | 61            | Sirio Perugia |
| 4             | Heather Bown         | 60            | Santeramo     |
| 5             | Erin Aldrich         | 59            | Reggio Emilia |
| 6             | Maja Poljak          | 58            | Bergamo       |
| 7             | Danielle Scott       | 56            | Chieri        |
| 7             | Cristina Vincenzi    | 56            | Chieri        |
| 9             | Walewska de Oliveira | 53            | Sirio Perugia |
| 9             | Kinga Maculewicz     | 53            | Forlì         |

| Battute vincenti | Battute vincenti     | Battute vincenti | Battute vincenti   |
| Pos.             | Nome                 | Punti            | Squadra            |
| ---------------- | -------------------- | ---------------- | ------------------ |
| 1                | Taismary Agüero      | 31               | Sirio Perugia      |
| 2                | Virginie De Carne    | 30               | Asystel            |
| 3                | Logan Tom            | 24               | Chieri             |
| 4                | Elisa Togut          | 23               | Giannino Pieralisi |
| 5                | Angelina Grün        | 20               | Bergamo            |
| 5                | Kenny Moreno         | 20               | Forlì              |
| 5                | Antonella Del Core   | 20               | Robursport Pesaro  |
| 8                | Walewska de Oliveira | 19               | Sirio Perugia      |
| 8                | Manuela Caponi       | 19               | Airone             |
| 10               | Anja Spasojević      | 18               | Asystel            |

| Ricezioni perfette | Ricezioni perfette   | Ricezioni perfette | Ricezioni perfette |
| Pos.               | Nome                 | Punti              | Squadra            |
| ------------------ | -------------------- | ------------------ | ------------------ |
| 1                  | Elke Wijnhoven       | 393                | Forlì              |
| 2                  | Maurizia Borri       | 361                | Chieri             |
| 3                  | Carolina Costagrande | 353                | Forlì              |
| 4                  | Nataša Osmokrović    | 308                | Airone             |
| 5                  | Małgorzata Glinka    | 302                | Asystel            |
| 6                  | Simona Rinieri       | 298                | Robursport Pesaro  |
| 7                  | Brigitte Soucy       | 297                | Modena             |
| 8                  | Riikka Lehtonen      | 284                | Vicenza            |
| 9                  | Chiara Arcangeli     | 280                | Sirio Perugia      |
| 10                 | Ramona Puerari       | 274                | Robursport Pesaro  |

NB: I dati sono riferiti esclusivamente alla regular season.